# Avit de Vienne
Pour les articles homonymes, voir Avitus, Avit, Saint Avit et Saint-Avit.
Sextus Alcimus Ecditius Avitus, dit Avit, mort un 5 février (v. 518/525), est un saint des Églises catholique et orthodoxe et évêque métropolitain de Vienne de la fin du Ve siècle-début du VIe siècle.

## Biographie

### Origines
Sextus Alcimus Ecditius Avitus (Alcime Ecdice Avit) est dit Avitus ou Avit,. Avit semble être né vers 450, dans la cité de Vienne, en Gaule romaine. Il est le fils d'Hésychius/Isice (Esychius, Isicius), magistrat (sénateur), puis évêque métropolitain de Vienne, et d'Audentia. Sa famille est issue de la noblesse sénatoriale, (Nobilitas). Il est le frère d'Apollinaire, futur évêque de Valence,.
Il pourrait être apparenté à Sidoine Apollinaire (Caius Sollius Apollinaris Sidonius), voire également à l'empereur romain Avitus.
Marié, on lui connait au moins un fils.
Le Viennois appartient au royaume burgonde. Son roi, Gondebaud (v. 480-516), tout comme les Burgondes sont officiellement attachés à l'arianisme,.

### Vie sacerdotale

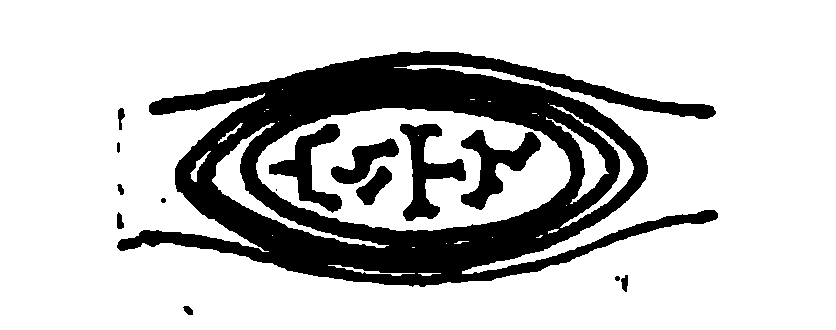
Sceau attribué à saint Avit

Selon la tradition, il est veuf vers 40 ans. Il semble avoir distribué tous ses biens aux pauvres et se retire dans un monastère près de chez lui.
Avit reçoit la consécration épiscopale le 17 juin (490). Il succède à son père sur le siège de Vienne. Avit — que l'on trouve également sous les formes Avitus, Aviti dans les textes — est mentionné dans le catalogue des évêques métropolitain de Vienne, établit par l'évêque Adon de Vienne (799‑875),,,. Peu de temps après, peut être au cours de l'année 490, il prononce une homélie aux Rogations.
Le pouvoir métropolitain de Vienne est limité par celui de l'archidiocèse d'Arles. Toutefois, la conjoncture permet à Avit d'élargir le pouvoir politique de Vienne dans la région. Lors qu'Épiphane de Pavie est envoyé par Théodoric le Grand auprès du roi Gondebaud, vers 494, Avit est considéré comme un évêque considérable en Gaule. Il obtient l'accroissement de l'emprise territoriale de Vienne, vers 496-498, à l'occasion d'un échange avec le pape Anastase. Chevalier (1912) le mentionne ainsi « Avit, évêque de Vienne, obtient subrepticement du pape Anastase l'abrogation de certaines décisions de ses prédécesseurs touchant les droits réciproques des évêques d'Arles et de Vienne ». La réponse directe d'Anastase n'est pas connue, mais la teneur est connue à travers les échanges du pape Symmaque. Ce dernier reçoit les plaintes d'Arles, mais il semble obligé de reconnaître le pouvoir de Vienne, tout en critiquant cette extension. Le pape reconnait toutefois l'action religieuse d'Avit. L'historienne Luce Pietri (2009) souligne « Avit se trouve, dans l'Église du royaume burgonde, bénéficier de la position d'une sorte de primat ». Il joue un rôle notamment dans la désignation des évêques de Lyon, Étienne et Viventiole. Avit a envoyé une lettre à ce dernier, alors moine de Saint-Claude (Saint-Oyend) (Jura), pour l'encourager à accepter l'épiscopat, vers 513 ou 514,. Ils échangent plusieurs lettres.
Avit est un opposant à l'arianisme, majoritaire dans la région, le nestorianisme et le semi-pélagianisme. Chef de l'Église de Vienne, il tente de convertir les Burgondes,.
Si son influence sur les rois Chilpéric et Gondebaud n'a pas été assez forte pour obtenir la conversion au catholicisme, elle est décisive auprès des fils de ce dernier, Sigismond et Godomar, et de la fille de Chilpéric II, Clotilde. Le baptême de Sigismond a lieu vers 496/499. Il prononce une homélie pour la conversion de Lanthilde, sœur de Clovis (496). Sans être présent au baptême de Clovis, roi des Francs, dont la date n'est pas précisément connue (un 25 décembre de l'année soit 496, soit 505 ou encore en 507), il en est l'une des sources à travers une lettre qui permet de connaître quelques éléments de la cérémonie. Il évoque ainsi « La main multiple des évêques rassemblés », soulignant la présence de plusieurs d'entre-eux lors du sacrement. Les auteurs de Pouvoirs et institutions dans la France médiévale (1994) soulignent comment Avit « rend compte surtout, et de manière éclatante, de la manière dont l'épiscopat des Gaules a interprété l'événement. » Cette conversion, pour Avit, est la preuve que « la divine Providence a trouvé un arbitre à notre temps […] ». La conversion de Clovis marquerait ainsi la fin des controverses avec l'arianisme et la victoire de l'Église, « Votre foi, c'est notre victoire ».
Face au schisme provoqué par l'élection de l'antipape Laurent (498-499, puis 501-505/506), il agit en faveur de l'unité de l'Église.
En novembre, probablement de l'année 513, il reçoit de Rome un rescrit papal concernant l'autorité de Vienne sur les Églises de Valence, Tarentaise, Genève et Grenoble.
Il convoque et préside, avec l'évêque de Lyon Viventiole, en 517, le Concile d'Épaone, où furent adoptés d'importants canons concernant l'administration de l'Église et la discipline des clercs, mais qui fut aussi le premier concile vraiment hostile aux juifs. Le XVe canon dont l'évêque de Vienne est l’âme, interdit aux laïcs de prendre leurs repas avec les juifs et, pour montrer jusqu’où devait aller leur horreur et leur rejet, il défend aux clercs de manger avec un laïc qui se serait souillé en mangeant à la table d'un juif.

### Mort et succession
Avit meurt un 5 février. L'historien Louis Duchesne annote que « Le jour est certain ; le martyrologe hiéronymien et la tradition liturgique de Vienne nous en assurent », tandis que l'année fait l'objet de débat et d'interprétations variées. Françoise Descombes, dans son volume consacré à la « Viennoise du Nord » de la collection Recueil des inscriptions chrétiennes de la Gaule antérieures à la Renaissance carolingienne (1985), ou encore l'historien Prieur (1999) relèvent, qu'en l'absence d'une documentation suffisante, la mort d'Avit est placée entre une date haute et une date basse, comprises entre 518 et 525/526. Le médiéviste Bernard Bligny donne pour le volume dédié à « Grenoble » (1979) dans la collection « Histoire des diocèses de France » : « vers 518 ou 524 ».
Dans son étude, Descombes (1985) opte pour « la date haute », 518,. Cette année est celle retenue par les historiens spécialisés de la région, Chevalier (1912, épitaphe produite dans le Regeste dauphinois), ainsi que Duchesne (1894),. De même des historiens contemporains Pietri (2009) ou encore Lucas (2018) optent pour cette année-là.
L'hypothèse de l'année 518 repose sur la notice du livre épiscopal de l'archevêque Léger (v. XIe siècle) ou « la phrase qui clôt la Vita Auiti » qui indiquent qu'Avit meurt « Anastasio adhuc principe », l'empereur Anastase meurt en 8 juillet 518,. Par ailleurs, les auteurs relèvent qu'aucun écrit n'est postérieur à l'année 517,.
De son côté, l'historiographie allemande place sa mort « plutôt entre 522‑526 ». L'archiviste Catherine Santschi, auteur de la notice du Dictionnaire historique de la Suisse, retient quant à elle l'année 525. Le choix de ces dates basses repose notamment sur un texte dans lequel il est indiqué qu'Avit aurait été affecté par l'exécution du roi Sigismond, le 1er mai 524. Lucas (2018) souligne que « ce passage serait une mauvaise interprétation de Grégoire de Tours qui, racontant les derniers moments de Sigismond, fait intervenir un personnage homonyme, abbé de surcroît, beatus Auitus abbas. »
Le corps d'Avit est inhumé dans l'église Saint-Pierre de Vienne, à gauche, à proximité du grand autel, aujourd'hui musée archéologique Saint-Pierre.
Son successeur, Julien est attesté au deuxième concile d'Orléans, en 533,.

## Culte
Avit est fêté le 5 février,,. Le calendrier liturgique du diocèse de Grenoble-Vienne place cette fête le 4 février. Il est célébré le 7 février en Savoie (archidiocèse de Chambéry, Maurienne et Tarentaise et diocèse d'Annecy).

## Œuvres
Diplomate, bon orateur, écrivain fécond, Avit a laissé plusieurs traités de théologie, des homélies et des poèmes.
Avit est l'auteur d'une centaine de lettres postérieurs à l'année 500. Elles ont fait l'objet de plusieurs travaux. Leur contenu « à l’exception de quelques billets de courtoisie et de rares lettres abordant des sujets familiaux ou littéraires, se fait très concrètement l'écho d'une actualité brûlante : elle offre l'image d'un monde qui, divisé par les frontières d'états rivaux, est en proie à une instabilité chronique au gré des renversements d'alliance et des conflits militaires à répétition ».
- Lettres, édition critique bilingue, "Collection des Universités de France", Les Belles Lettres, 2016
- Ulysse Chevalier, Œuvres complètes de Saint Avit, évêque de Vienne, Lyon 1890

### Éditions
- Histoire spirituelle, I, Paris, Les éditions du Cerf, coll. « Sources chrétiennes », 1999, 352 p. (ISBN 9782204063210)
- Histoire spirituelle, II, Paris, Les éditions du Cerf, coll. « Sources chrétiennes », 2005, 264 p. (ISBN 9782204079259)
- Éloge consolatoire de la chasteté, Paris, Les éditions du Cerf, coll. « Sources chrétiennes », 2011, 256 p. (ISBN 9782204097512)

### Regeste dauphinois
1. ↑  Regeste dauphinois, p. 28, Tome 1, Fascicules 1-3, Acte no 144 (présentation en ligne).
2. ↑  Regeste dauphinois, p. 28, Tome 1, Fascicules 1-3, Acte no 145 (présentation en ligne).
3. ↑  Regeste dauphinois, p. 30, Tome 1, Fascicules 1-3, Acte no 157 (présentation en ligne).
4. ↑  Chevalier le nomme Véran, Regeste dauphinois, p. 43, Tome 1, Fascicules 1-3, Acte no 246 avant 515 (présentation en ligne).
5. ↑  Regeste dauphinois, p. 43, Tome 1, Fascicules 1-3, Actes no 248-251 (présentation en ligne).
6. ↑  Regeste dauphinois, p. 30, Tome 1, Fascicules 1-3, Acte no 155 (présentation en ligne).
7. ↑  Regeste dauphinois, p. 29, Tome 1, Fascicules 1-3, Acte no 152 (présentation en ligne).
8. ↑  Regeste dauphinois, p. 43, Tome 1, Fascicules 1-3, Acte no 236 (présentation en ligne).
9. 1 2 3  Regeste dauphinois, p. 55, Tome 1, Fascicules 1-3, Acte no 310 (présentation en ligne).

### Autres références
1. 1 2 3  Ulysse Chevalier, Notice chronologico-historique sur les archevêques de Vienne : d'après des documents paléographiques inédits, Vienne, 1879, 18 p. (lire en ligne), p. 7
2. 1 2 3 4 5 6 7  Louis Duchesne, Fastes épiscopaux de l'ancienne Gaule. Provinces du Sud-Est (tome premier), vol. 3, Paris, Thorin et fils, 1894, 356 p. (lire en ligne), p. 147.
3. 1 2 3 4 5 6 7 8 9  Gérard Lucas, Vienne dans les textes grecs et latins: Chroniques littéraires sur l'histoire de la cité, des Allobroges à la fin du Ve siècle de notre ère, MOM Éditions, coll. « Travaux de la Maison de l’Orient et de la Méditerranée », 2018, 345 p. (ISBN 978-2-35668-185-0, lire en ligne), pages 247-270 : « Adon de Vienne, Chronique », notamment le « Tableau récapitulatif de la liste des évêques de Vienne jusqu'à Avit ».
4. 1 2 3 4 5 6 7  Catherine Santschi, « Avit (saint) » dans le Dictionnaire historique de la Suisse en ligne, version du 20 décembre 2002.
5. 1 2 3 4 5 6 7 8 9 10  Saints et saintes de Savoie, 1999, p. 186 (lire en ligne).
6. ↑  Claude Charvet, Histoire de la sainte église de Vienne, 1761, Chez C. Cizeron (lire en ligne), p. 807, table des matières
7. 1 2 3 4 5 6  Olivier Guillot, Albert Rigaudière, Yves Sassier, Pouvoirs et institutions dans la France médiévale : Des origines à l'époque féodale (tome I), Armand Colin, coll. « U : Histoire médiévale », 1994, 332 p. (ISBN 978-2-20021-491-3), p. 60.
8. 1 2 3 4 5 6 7 8  Les lettres d’Avit de Vienne, 2009, p. 314.
9. ↑  « Bague de Saint Avit », publié dans Adrien Allmer, Catalogue Sommaire des Musées de la Ville de Lyon, Mougin-Rusand, 1887, p. 199 (présentation sur Wikisource).
10. ↑  Louis Duchesne, Fastes épiscopaux de l'ancienne Gaule. Provinces du Sud-Est (tome premier), vol. 3, Paris, Thorin et fils, 1894, 356 p. (lire en ligne), pp. 186-188.
11. ↑  Les lettres d’Avit de Vienne, 2009, p. 316.
12. 1 2 3 4  Jacques Gadille (dir.), René Fédou, Henri Hours et Bernard de Vregille, Le diocèse de Lyon, vol. 16, Paris, Beauchesne, coll. « Histoire des diocèses de France », 1983, 350 p. (ISBN 2-701-01066-7, lire en ligne), p. 24.
13. ↑  Geneviève Bührer-Thierry et Charles Mériaux, 481-888, La France avant la France, Belin-Humensis, septembre 2019, 770 p. (ISBN 978-2-07-279888-7), p.139.
14. ↑  Roger L. Dufroid, Les juifs à Vienne : 1000 ans sous la domination temporelle des archevêques de Vienne, Vienne, Bulletin de la Société des amis de Vienne, n°2, 1985, p.5-11
15. 1 2  Françoise Descombes, Recueil des inscriptions chrétiennes de la Gaule antérieures à la Renaissance carolingienne — XV. Viennoise du Nord, Paris, CNRS Éditions, 1985, 842 p. (ISBN 978-2-22203-010-2), p. 349‑351.
16. ↑  Bernard Bligny, Histoire des diocèses de France : Grenoble, vol. 12, Paris, Éditions Beauchesne, 1979, 350 p. (ISSN 0336-0539)
17. ↑  Les lettres d’Avit de Vienne, 2009, p. 312.
18. ↑  Gérard Lucas, Vienne dans les textes grecs et latins: Chroniques littéraires sur l'histoire de la cité, des Allobroges à la fin du Ve siècle de notre ère, MOM Éditions, coll. « Travaux de la Maison de l’Orient et de la Méditerranée », 2018, 345 p. (ISBN 978-2-35668-185-0, lire en ligne), pages 182-189 : « Avit de Vienne, Homélie VI ».
19. ↑  Nominis : Saint Avit de Vienne
20. ↑  Nominis : prénom Avit
21. ↑  « Saints et saintes du mois », Prions en église, vol. 27, no 2,‎ février 2015, p. 3
22. ↑  « Histoire — Section « Les grandes figures du diocèse de Grenoble et Vienne » », sur le site du Diocèse de Grenoble-Vienne - www.diocese-grenoble-vienne.fr (consulté en avril 2020).
23. ↑  Les lettres d’Avit de Vienne, 2009, p. 313.